# Dallara F190
A Dallara F190 egy Formula–1-es versenyautó, melyet a BMS Scuderia Italia csapat versenyeztetett az 1990-es Formula–1 világbajnokság során. Pilótái Andrea de Cesaris és Emanuele Pirro voltak, illetve az utóbbit betegsége miatt az első két futamon helyettesítő Gianni Morbidelli.

## Áttekintés
Az új autó az előző évi továbbfejlesztett konstrukciója volt, és az előző évi jó eredmények ismeretében a csapat a még jobb folytatásban bízott. Kezdetben ez jól is alakult, mert bár Morbidelli nem tudott kvalifikálni, de Cesaris a szezonnyitó amerikai nagydíjon a harmadik helyen is haladt, míg meghibásodás miatt ki nem esett. Brazíliában Morbidelli tizennegyedik lett, de Cesaris pedig egy baleset miatt már a rajtnál kiesett.
Ezt követően azonban mélyrepülés következett be, és a szezon feléig a csapat autói mindössze háromszor értek célba, hol balesetek, hol műszaki meghibásodások miatt. A francia nagydíjról de Cesarist kizárták, mert az autója össztömege a minimum alatt volt. A szezon második felében hasonlóan csapnivaló teljesítményt nyújtottak, így végül nulla pontot gyűjtöttek, amiért az idény végén nem is rangsorolták őket.

## Eredmények
(félkövér jelöli a pole pozíciót, dőlt betű a leggyorsabb kört)
| Év   | Csapat              | Motor    | Gumik | Pilóták           | 1   | 2   | 3   | 4   | 5   | 6   | 7   | 8   | 9   | 10  | 11  | 12  | 13  | 14  | 15  | 16  | Pontok | Helyezés |
| ---- | ------------------- | -------- | ----- | ----------------- | --- | --- | --- | --- | --- | --- | --- | --- | --- | --- | --- | --- | --- | --- | --- | --- | ------ | -------- |
| 1990 | BMS Scuderia Italia | Ford DFR | P     |                   | USA | BRA | SMR | MON | CAN | MEX | FRA | GBR | GER | HUN | BEL | ITA | POR | ESP | JPN | AUS | 0      | -        |
| 1990 | BMS Scuderia Italia | Ford DFR | P     | Gianni Morbidelli | NK  | 14  |     |     |     |     |     |     |     |     |     |     |     |     |     |     | 0      | -        |
| 1990 | BMS Scuderia Italia | Ford DFR | P     | Emanuele Pirro    |     |     | KI  | KI  | KI  | KI  | KI  | 11  | KI  | 10  | KI  | KI  | 15  | KI  | KI  | KI  | 0      | -        |
| 1990 | BMS Scuderia Italia | Ford DFR | P     | Andrea de Cesaris | KI  | KI  | KI  | KI  | KI  | 13  | DSQ | KI  | NK  | KI  | KI  | 10  | KI  | KI  | KI  | KI  | 0      | -        |

## Forráshivatkozások
1. ↑  A BMS Scuderia Italia-sztori… (magyar nyelven). Napi F1 sztori, 2020. április 3. (Hozzáférés: 2024. november 5.)